# Колбаевичи
Колбаевичи (укр. Колбаєвичі) — село в Рудковской городской общине Самборского района Львовской области Украины.
Население по переписи 2001 года составляло 608 человек. Занимает площадь 7,83 км². Почтовый индекс — 81442. Телефонный код — 3236.